# كورين مارشان
كورين مارشان (بالفرنسية: Corinne Marchand)‏ هي مغنية وممثلة فرنسية، ولدت في 4 ديسمبر 1931 بباريس في فرنسا. من الجوائز التي نالتها Prix Suzanne Bianchetti ‏.مثلت أيضا مع الممثل الإيطالي ( Giuliano Gemma) في فيلم الويسترن ( Arizona Colt) انتاج عام 1966

## أعمال

### أفلام
- (1958) جيجي
- (1972) رحلات مع عمتي[7][8]
- (2004) البراءة

## جوائز
- Prix Suzanne Bianchetti [الإنجليزية]‏

## وصلات خارجية
- كورين مارشان على موقع IMDb (الإنجليزية)
- كورين مارشان على موقع ألو سيني (الفرنسية)
- كورين مارشان على موقع ميوزك برينز (الإنجليزية)
- كورين مارشان على موقع أول موفي (الإنجليزية)
- كورين مارشان على موقع قاعدة بيانات الأفلام السويدية (السويدية)
- كورين مارشان على موقع قاعدة بيانات الفيلم (الإنجليزية)
- كورين مارشان على موقع كينوبويسك (الروسية)